# Blair House
A Blair House também conhecida como The President's Guest House, é uma residência oficial em Washington, DC, na capital dos Estados Unidos. A President's Guest House foi chamada de "o hotel mais exclusivo do mundo" porque é usada principalmente como uma pousada estatal para receber os dignatários visitantes e outros convidados do presidente. Partes do complexo histórico foram usadas como residência oficial desde os anos 1940.
Localizado do outro lado da Pennsylvania Avenue da Casa Branca, é um complexo de quatro casas anteriormente separadas - Blair House, Lee House, Peter Parker House e 704 Jackson Place. Uma grande renovação do interior dessas residências do século XIX, entre os anos 1950 e 1980, resultou na união delas. Blair House é uma das várias residências na propriedade do governo dos Estados Unidos para uso do presidente e vice-presidente dos Estados Unidos, outras dessas residências incluem a Casa Branca, Camp David, One Observatory Circle, a Presidential Townhouse e a Trowbridge House.
O presidente Harry S. Truman e a sua família viveram na Blair House original de 1948 a 1952 durante a reconstrução da Casa Branca. Truman sobreviveu a uma tentativa de assassinato em 1950 ali.

## Nome
A Blair House refere-se a uma das quatro estruturas existentes que foram fundidas para formar um único edifício. O Departamento de Estado dos Estados Unidos geralmente usa o nome Blair House para referir-se a todas as instalações, dizendo: "Blair House é o prédio oficialmente conhecido como Guest House do presidente". A Administração dos Serviços Gerais refere-se a todo o complexo como "Casa de Hóspedes do Presidente" e usa o nome Blair House para denotar a parte histórica de Blair House das instalações.

## História

### Pré-unificação

#### Blair House

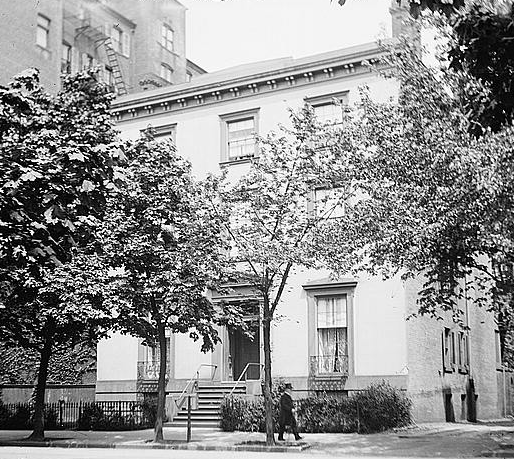
Blair House, como um edifício separado, retratado por volta de 1919.

A Blair House foi construída em 1824, é a mais antiga das quatro estruturas que compõem a casa de hóspedes do presidente. A casa de tijolos original foi construída como residência particular de Joseph Lovell, oitavo cirurgião geral do Exército dos Estados Unidos. Foi adquirida em 1836 por Francis Preston Blair, um editor de jornal e influente conselheiro do presidente Andrew Jackson, e permaneceu na sua família no século seguinte.
O filho de Francis Blair, Montgomery Blair, que serviu como Postmaster General na administração de Abraham Lincoln, sucedeu o seu pai como residente da Blair House. Numa reunião na Blair House a 18 de abril de 1861, Francis Preston Blair Sênior retransmitiu a oferta do dia anterior por Abraham Lincoln a Robert E. Lee para comandar todas as Forças da União na iminente Guerra Civil Americana. Mais tarde naquele mesmo ano, uma conferência aqui decidiu que o almirante David Farragut comandaria um ataque a Nova Orleans.
Em 1939, um marcador comemorativo foi colocado na Blair House pelo Departamento do Interior dos Estados Unidos, tornando-se o primeiro edifício a adquirir uma designação de marco reconhecida federalmente, os marcos anteriores haviam sido monumentos e locais históricos, exceto edifícios.

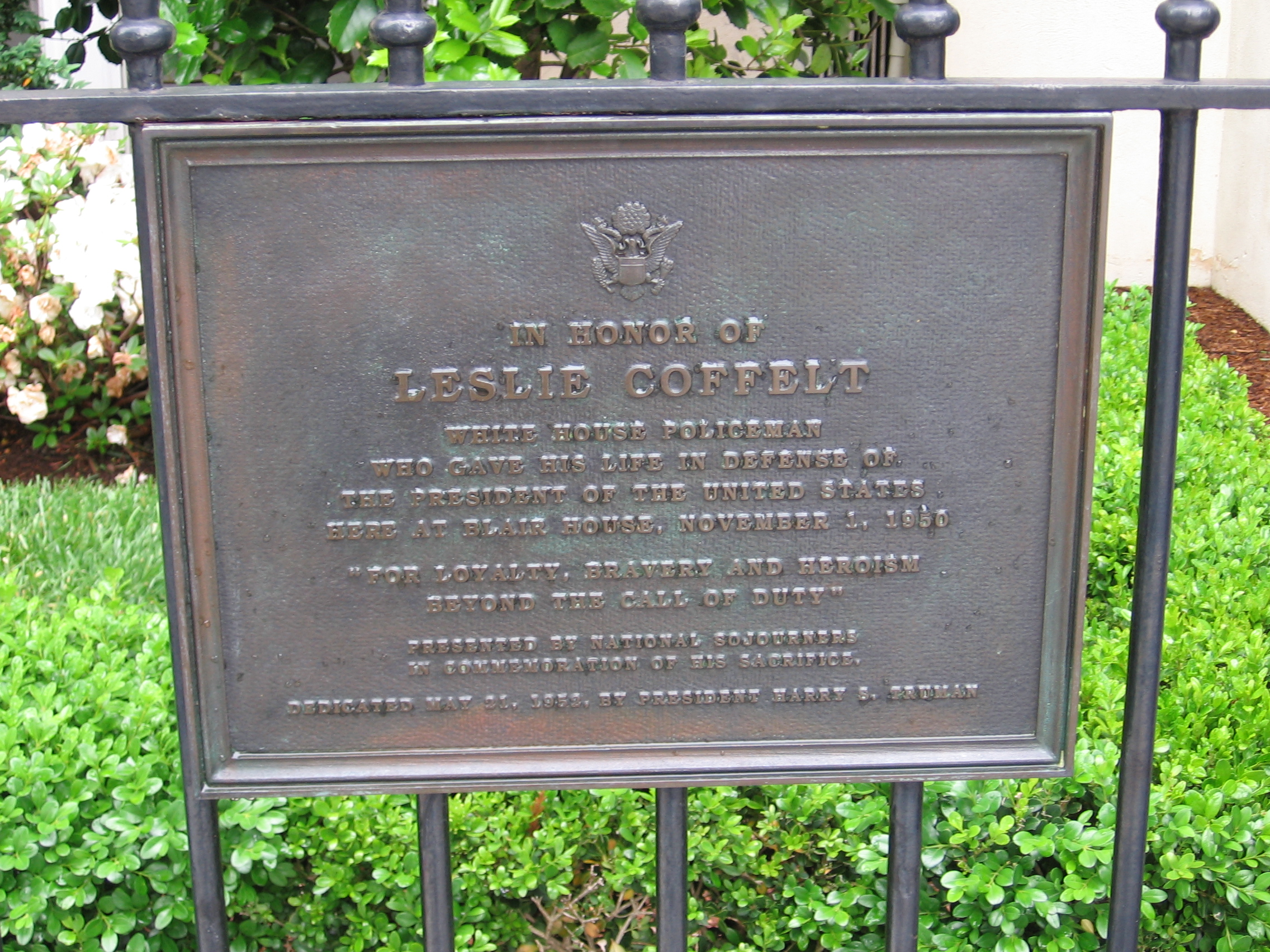
Uma placa no exterior da Blair House homenageia o policia Leslie Coffelt, que foi morto defendendo o presidente Truman em 1950.

No início de 1942, a família Blair começou a arrendar a propriedade ao governo dos Estados Unidos para uso de dignitários visitantes, o governo comprou a propriedade imediatamente no mês de dezembro seguinte. A mudança foi motivada em parte por um pedido de Eleanor Roosevelt, que achou a familiaridade casual que Winston Churchill demonstrou durante as suas visitas à Casa Branca desanimadora. Numa ocasião, Churchill tentou entrar nos apartamentos privados de Franklin Roosevelt às 3h00 para acordar o presidente para uma conversa.
Durante grande parte da presidência de Harry Truman, de 1948 a 1952, a Blair House serviu como residência do presidente Harry S. Truman e da sua família enquanto o interior da Casa Branca estava a ser reformada. A 1 de novembro de 1950, os nacionalistas porto-riquenhos Griselio Torresola e Oscar Collazo tentaram assassinar o presidente Truman na Blair House. O assassinato foi frustrado, em parte pelo policia da Casa Branca Leslie Coffelt, que matou Torresola, mas foi mortalmente ferido por ele.

### Casa Lee
Em 1859, Francis Preston Blair construiu uma casa ao lado de Blair House para a sua filha Elizabeth Blair Lee e o seu genro Samuel Phillips Lee. A propriedade ficou conhecida como Lee House.

### Casa de Peter Parker
A Peter Parker House está localizada na 700 Jackson Place e uma casa adjacente em 704 Jackson Place foram construídas em 1860. Peter Parker House tem esse nome porque foi originalmente a casa do médico Peter Parker. O governo dos Estados Unidos adquiriu as duas propriedades entre 1969 e 1970, após alugá-las para escritórios. Peter Parker House serviu anteriormente como sede da Comissão do Centenário da Guerra Civil e do Carnegie Endowment for International Peace, e é, como Blair House, um marco histórico nacional.

### Unificação

#### Unificação da Blair House e da Lee House
Durante uma reforma no início dos anos 1950, a Blair House e a Lee House foram unidas numa única instalação que era informalmente conhecida como Blair-Lee House.

#### Unificação da Blair-Lee House e da Jackson Place buildings
No início da década de 1980, o Congresso destinou 9,7 milhões de dólares para a renovação e melhoria da propriedade. Os fundos apropriados pelo governo federal foram aumentados com 5 milhões de dólares em doações privadas. As propriedades de Jackson Place foram combinadas internamente num único edifício e, em seguida, fundidas com a Casa Blair-Lee por meio de uma estrutura de conexão que ocupava o beco que as separava. A renovação e fusão das quatro propriedades resultou na sua conclusão em 1988.

### Convidados notáveis

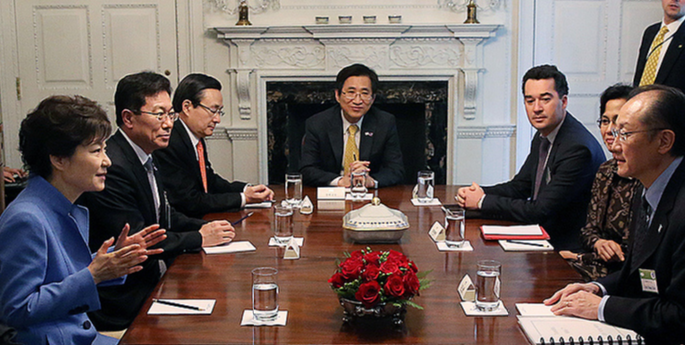
A presidente Park Geun-hye da Coreia do Sul (à esquerda) numa reunião em 2013 com líderes do Banco Mundial na Guest House do presidente.

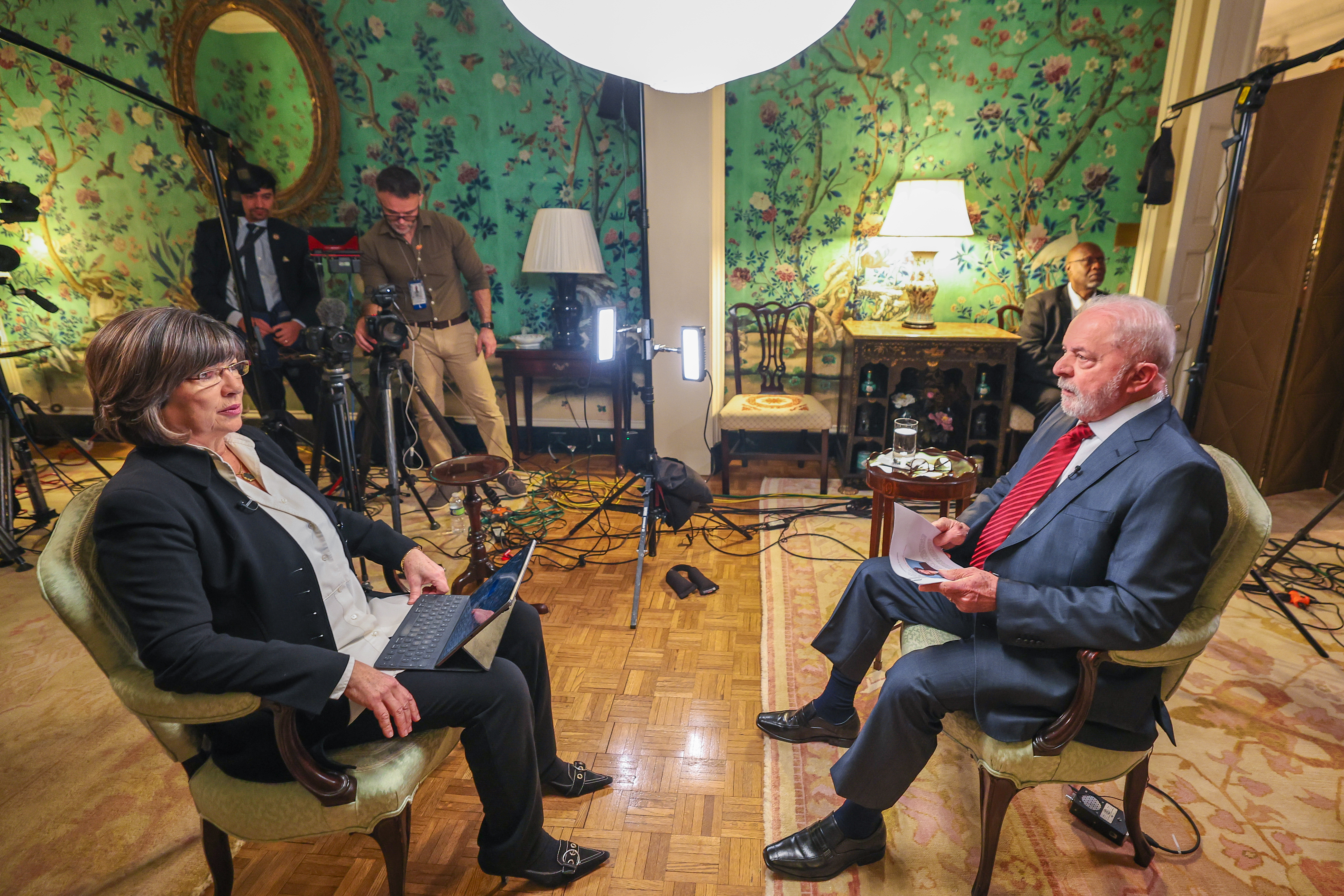
Presidente da República, Luiz Inácio Lula da Silva, concede entrevista à CNN Internacional na Blair House, durante visita oficial aos EUA em 2023.

Os hóspedes mais notáveis que hospedaram-se na Guest House do Presidente ou na Blair House anteriormente separada incluem Nikita Khrushchev, Vyacheslav Molotov, o Imperador Akihito, a Rainha Elizabeth II, Charles de Gaulle, Abubakar Tafawa Balewa, François Mitterrand, Vladimir Putin, Boris Yeltsin, Hosni Mubarak, Margaret Thatcher, Gloria Macapagal Arroyo, Javier Perez de Cuellar, Nambaryn Enkhbayar, Aung San Suu Kyi, Narendra Modi,Lee Hsien Loong, Hamid Karzai, Benjamin Netanyahu e Justin Trudeau.
Além de dignitários estrangeiros, a Guest House do presidente tem sido tradicionalmente disponibilizada pelo presidente dos Estados Unidos que está deixando o cargo ao presidente eleito cinco dias antes de sua posse. Em 1992, Bill Clinton escolheu ficar no Hay – Adams Hotel em vez da casa de hóspedes e, em 2009, um pedido do presidente eleito Barack Obama para fixar residência na Guest House do presidente duas semanas antes foi rejeitado por causa de seu compromisso anterior com o ex-primeiro-ministro australiano John Howard.
Durante o funeral de estado de um ex-presidente dos Estados Unidos, a família do ex-presidente costuma residir na casa de hóspedes durante as cerimônias.
Durante o início do seu mandato como vice-presidente, Kamala Harris e o seu marido, o segundo cavalheiro Doug Emhoff, moraram em Blair House, pois a residência oficial do vice-presidente dos Estados Unidos Number One Observatory Circle, estava em reparações.

## Projeto

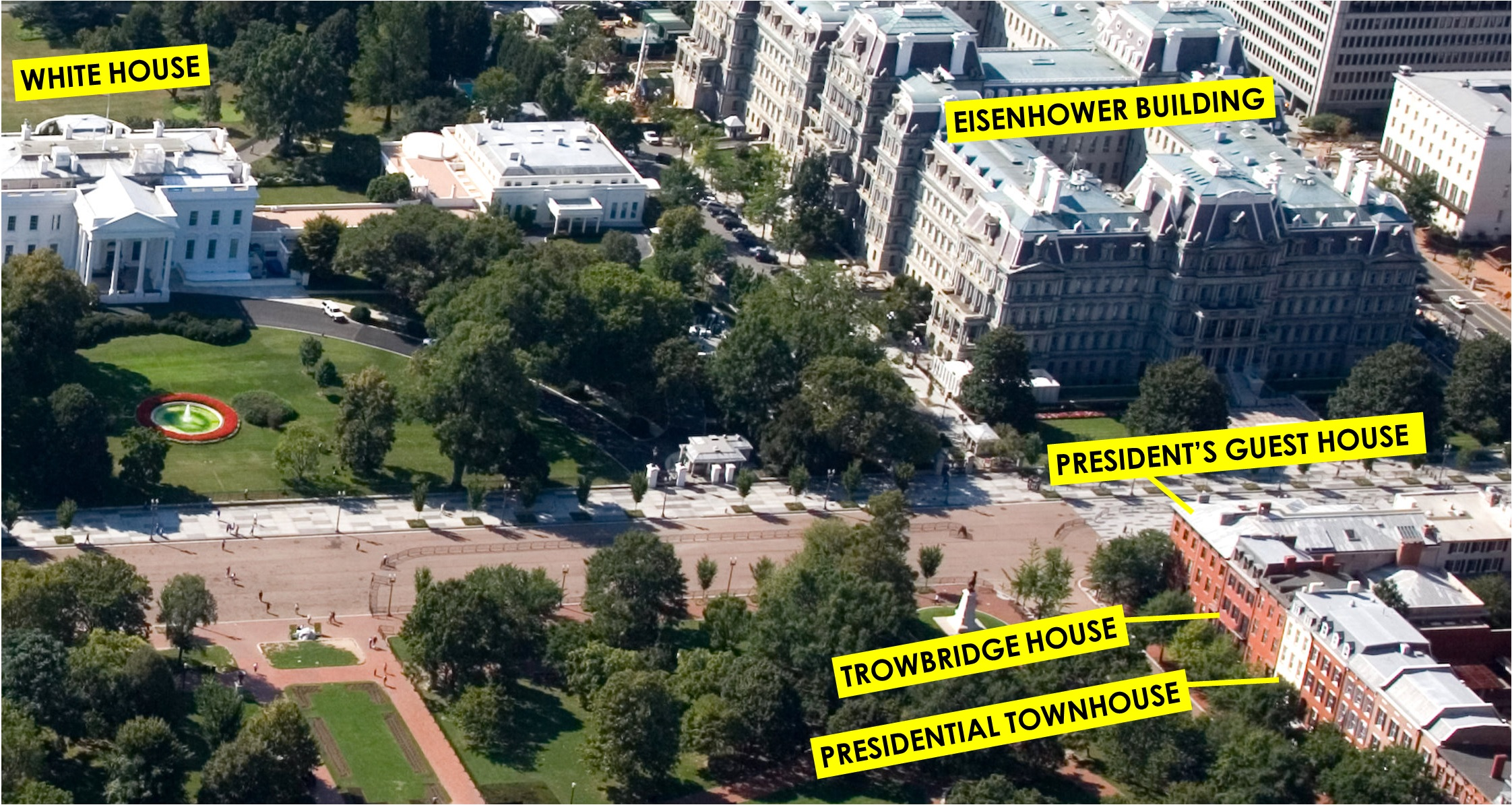
Vista aérea da Pennsylvania Avenue, com a Casa de convidados do Presidente em relação a outras instalações presidenciais próximas ao President's Park.

### Espaço exterior
A casa dos convidados do presidente está localizada no cruzamento da Avenida Pensilvânia e Jackson Lugar. O seu lado sul está voltado para o Eisenhower Executive Office Building, enquanto que o seu lado leste está voltado para a Praça Lafayette. A oeste, ao longo da avenida da Pensilvânia, fica ao lado da Galeria Renwick. O seu lado norte ao longo da Jackson Place confina com a Casa Trowbridge, uma residência presidencial separada, imediatamente atrás dos jardins da Casa de Hóspedes do Presidente fica o Novo Edifício do Escritório Executivo. O Jardim Ross é um jardim fechado na parte traseira da propriedade; é o nome de Arthur Ross, que fez uma doação para manter os fundamentos perpétuos.

### Espaço interior
A residência é composta por 119 quartos, incluindo 14 quartos e 35 banheiros. Com 6 500 m2, a casa de hóspedes do presidente é - por área útil - maior do que a Casa Branca.

#### Porão
A sala Coffelt Memorial está localizada no porão da propriedade; ela leva o nome do policia Leslie Coffelt, que foi morto enquanto defendia a Blair House contra um ataque de separatistas porto-riquenhos em 1950. A sala é usada como quarto para o destacamento da Divisão Uniforme do Serviço Secreto dos Estados Unidos designado para a propriedade. Foi dedicado em 1990 e contém um retrato de Coffelt e as suas medalhas emolduradas, que foram doadas pela sua enteada.

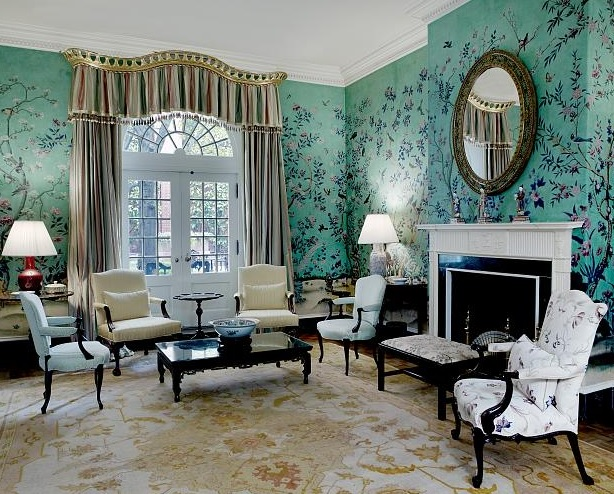
O papel de parede na Sala Dillon.

#### Espaços interiores notáveis na ala Blair – Lee
O Dillon Drawing Room, era originalmente conhecido como Lee Drawing Room, foi renomeado em homenagem ao ex -secretário do tesouro dos EUA C. Douglas Dillon, que doou o seu papel de parede exclusivo, duma gravura chinesa de 1770. A esposa de Dillon, Phyllis, comprou o papel de parede numa recomendação da designer de interiores Eleanor Brown em 1964.  O papel de parede foi removido e reformado entre 1982 e 1988. A sala é decorada com peças inglesas do século XVIII, junto com vasos chineses das dinastias Ming e Qing.  A Sala de Estar Dillon é usada pelos chefes de estado e chefes de governo residentes para receber visitantes formalmente.
A suíte do chefe de estado são os apartamentos designados para uso pelo residente principal. É composto por uma sala de estar, dois quartos com closets, dois banheiros. É decorado com antiguidades inglesas do século 18, avaliadas em mais de US$ 1 milhão em 1987.

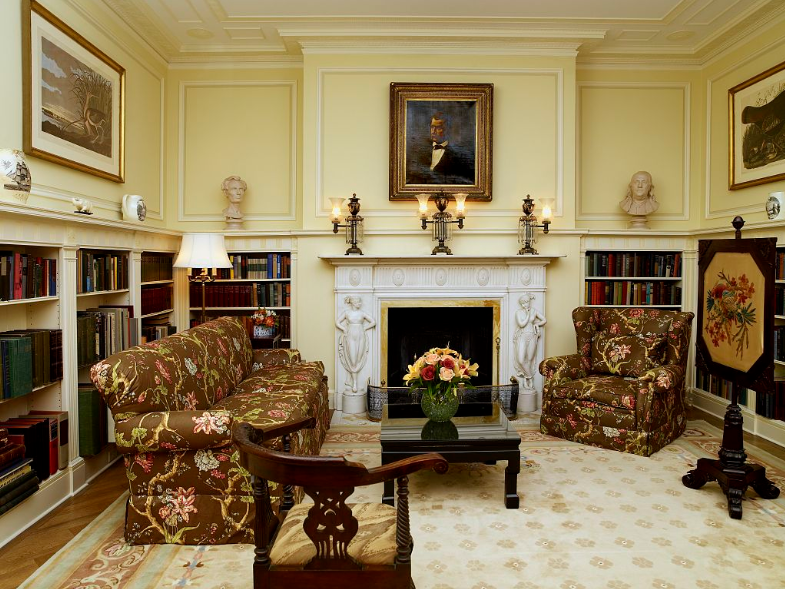
A biblioteca da President's Guest House abriga uma coleção de livros depositados pelos ex-hóspedes da casa.

A pequena biblioteca na ala Blair House é abastecida com aproximadamente 1 500 livros. Os hóspedes da casa tradicionalmente apresentam um livro para depositar na biblioteca. Um retrato de Francis Blair está pendurado sobre o lareira da biblioteca.
A peça central da Sala Lincoln é um retrato de Abraham Lincoln pintado pelo retratista americano do século XIX, Edward Dalton Marchant; é um dos vários desenhos, pinturas e fotografias de Lincoln usados para decorar esta sala. A sala de estar na ala Blair House do complexo foi originalmente usada pela família Blair para receber os presidentes dos Estados Unidos. Nesta sala em 1861, Montgomery Blair, agindo sob as ordens de Lincoln, ofereceu o comando do Exército da União a Robert E. Lee, uma oferta que Lee recusou.
No Estudo Truman há uma cornija na lareira que foi originalmente instalada na Casa Branca. Foi removido para a Blair House durante a ocupação do Presidente Truman, quando ele usava esta sala como seu escritório pessoal. Em 2004, antes do funeral de estado de Ronald Reagan, Nancy Reagan usou o Estudo Truman para receber visitantes.

### Espaços interiores notáveis na ala Jackson Place

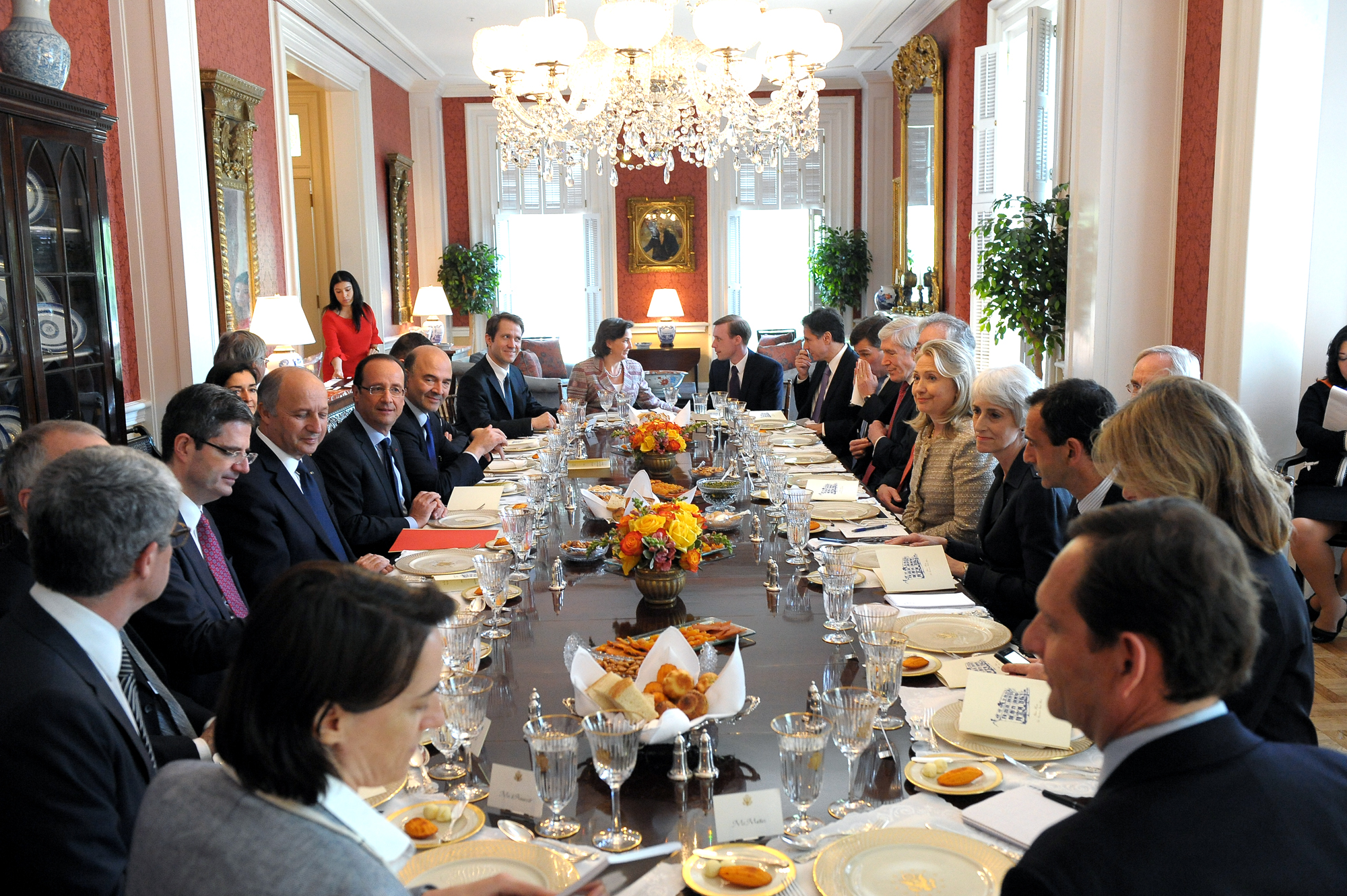
A secretária de Estado dos Estados Unidos, Hillary Clinton, oferece um almoço de trabalho para o presidente francês François Hollande na Sala dos Tratados em 2012.

A peça central da Sala do Tratado na antiga Peter Parker House é uma mesa de mogno de 22 lugares que fica sobre um tapete Sarouk de 1890. Um retrato fotográfico da imperatriz viúva Cixi, apresentado como um presente diplomático aos Estados Unidos da Dinastia Qing pela China em 1905, está pendurado na sala.
O Lee Dining Room é usado para banquetes formais. É iluminado por um lustre de cristal irlandês de 1825. Cem talheres de porcelana fina e 150 talheres de prata foram adquiridos da Tiffany & Co, em 1988 para uso na sala de jantar.

## Gestão

### Administração e equipa

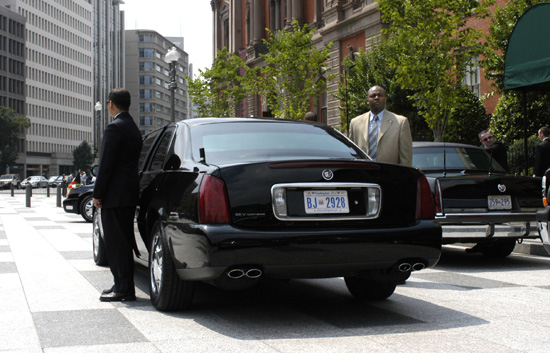
Dois agentes especiais do Serviço de Segurança Diplomática vigiam um veículo à frente da Casa de Hóspedes do Presidente em 2005.

A Casa de Hóspedes do Presidente pertence ao governo dos Estados Unidos e é administrada pelo escritório do chefe de protocolo dos Estados Unidos em cooperação com o Serviço de Segurança Diplomática, o Escritório de Administração do Departamento de Estado e o Escritório de Belas Artes do Departamento de Estado. A manutenção e operação das instalações são pagas pelo governo. A Blair House Restoration Fund, uma organização privada, financia a preservação de móveis históricos e arte. O conselho de curadores do Blair House Restoration Fund é presidido por Selwa Roosevelt.
A casa é administrada por funcionários em tempo integral que não são residenciais, mas costumam morar durante os períodos de ocupação por um dignitário visitante. Em 2001, o quadro de funcionários incluía um gerente geral, um gerente geral adjunto, dois mordomos, um porteiro, quatro governantas, dois chefs, uma lavadora, um curador e vários funcionários da manutenção. A segurança da instalação é fornecida pelo Serviço Secreto dos Estados Unidos durante os períodos de ocupação dos chefes de estado e chefes de governo estrangeiros. Durante as visitas de outros convidados, como chanceleres, o Serviço de Segurança Diplomática assume o papel principal.

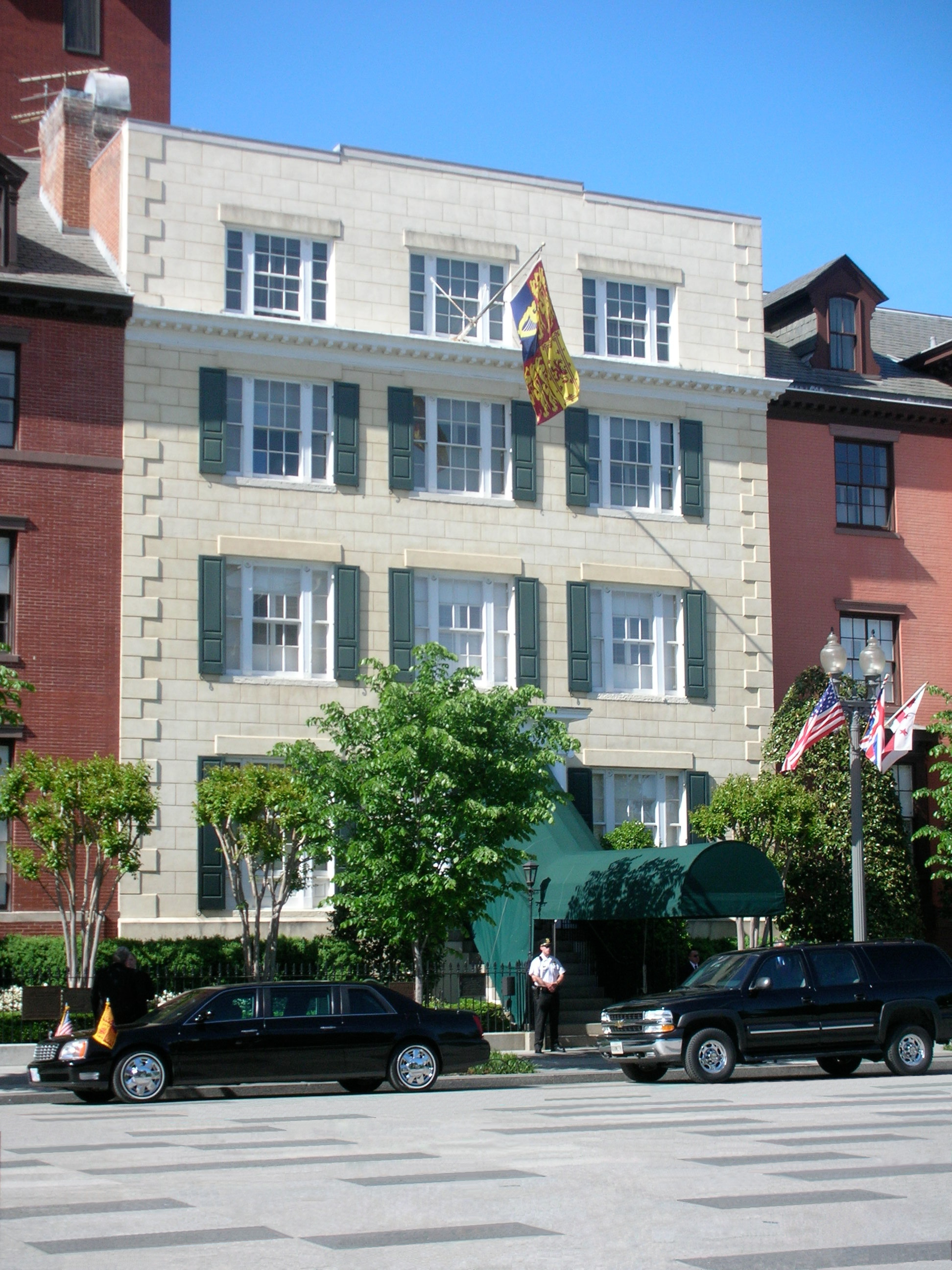
Fachada da Blair House original durante a visita de estado da Rainha Elizabeth II do Reino Unido em 2007. Onde o estandarte real da Rainha está voando do mastro.

### Protocolo
Quando um dignitário estrangeiro está em visita residindo na Casa de Hóspedes do Presidente, o estandarte oficial do dignitário é exibido no mastro do prédio. Nos casos em que os dignitários não têm padrões oficiais, a bandeira nacional do dignitário é exibida. Se dois ou mais visitantes estrangeiros de igual categoria estiverem visitando Washington, nenhum deles será convidado a hospedar-se na Guest House do presidente para evitar a perceção de favoritismo.

## Incidente com Boris Iéltsin
Na época em que Bill Clinton era o presidente norte-americano, em 1995, o presidente da Federação Russa Boris Iéltsin viajou para Washington, ficando hospedado na Blair House. Na madrugada, os agentes dos serviços secretos teriam ouvido barulhos vindo do porão do edifício. Quando saíram, depararam-se com o presidente russo de cuecas, bêbado e chamando um táxi em plena Avenida Pensilvânia. Ao ser questionado do porquê de tudo aquilo, Iéltsin afirmou que só estava indo comprar uma pizza.

## Galeria de imagens de Blair House

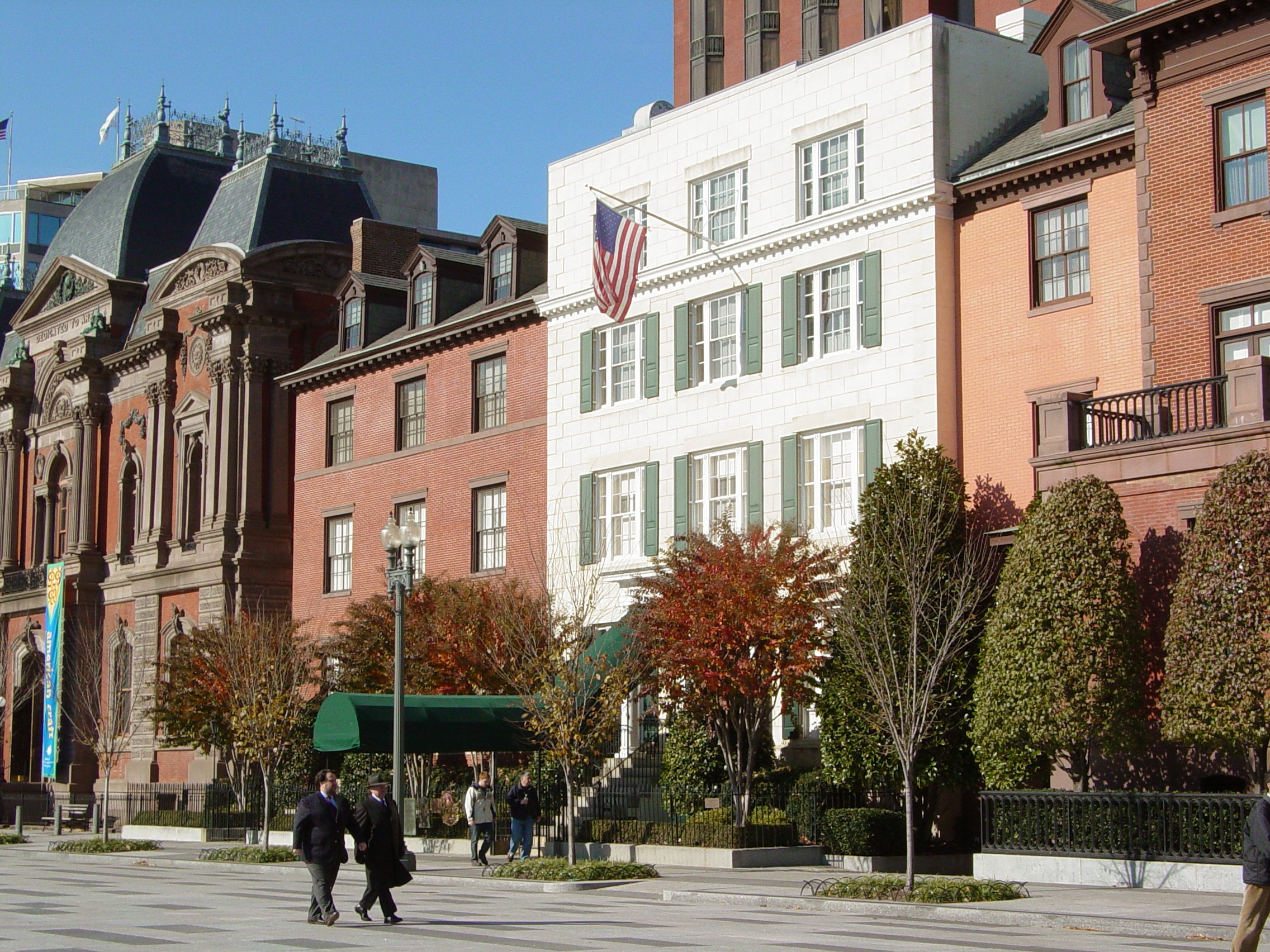
Fachada exterior
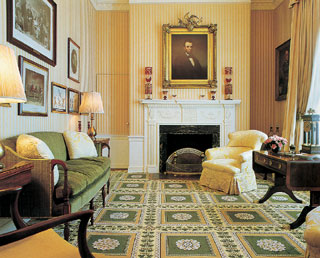
Sala Lincoln.
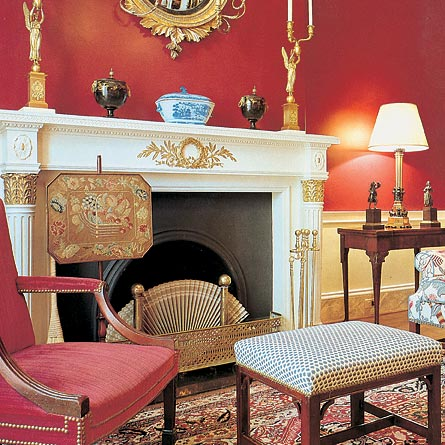
Sala Truman.